# Augustus Aikhomu
Augustus Aikhomu (20 de outubro de 1939 – 17 de agosto de 2011)foi um almirante aposentado da Marinha nigeriana, que serviu como vice-presidente de facto da Nigéria, durante a junta militar de Ibrahim Babangida entre 1986-1993.